# Wille Jakobsson
Wille Carl-Johan Jakobsson, född 7 januari 2002, är en svensk fotbollsspelare (målvakt) som spelar för Degerfors IF.

## Karriär
Den 1 mars 2021 värvades Jakobsson av IFK Norrköping från AFC Eskilstuna. Han lånades därefter ut till samarbetsklubben IF Sylvia, där det blev tävlingsdebut den 3 maj 2021 i en 1–0-vinst över Hammarby TFF.
Den 6 januari 2024 värvades Jakobsson av Degerfors IF.